# Criniticoccus theobromae
Criniticoccus theobromae är en insektsart som beskrevs av Williams 1960. Criniticoccus theobromae ingår i släktet Criniticoccus och familjen ullsköldlöss. Inga underarter finns listade i Catalogue of Life.